# Willem Hendrik de Vriese
Willem Hendrik de Vriese (né le 11 août 1806 à Oosterhout, mort le 23 janvier 1862 à Leyde) est un botaniste et médecin néerlandais.

## Biographie
Willem Hendrik de Vriese est né le 11 août 1806 à Oosterhout dans le Brabant-Septentrional.
Il étudie la médecine à l'Université de Leyde, obtenant son doctorat en 1831. Il exerce ensuite la médecine à Rotterdam où il donne également des cours de botanique à l'école de médecine. En 1834, il est nommé professeur de botanique à l'Athenaeum Illustre à Amsterdam et, en 1841, est promu professeur titulaire. En 1845, il devient professeur de botanique à Leyde et successeur de Caspar Georg Carl Reinwardt (1773-1854) à l'Hortus Botanicus Leiden. En 1838, il devint membre de l'Académie royale des arts et des sciences néerlandaise.
En octobre 1857, il est chargé de mener des études botaniques aux Indes néerlandaises et par conséquent passe les années suivantes à effectuer des recherches à Java, Bornéo, Sumatra et aux Moluques. En mars 1861, il retourne aux Pays-Bas très affaibli et meurt quelques mois plus tard à Leyde.
Parmi ses œuvres, figure la première partie de l’Hortus Spaarne-Bergensis (1839), un catalogue de la collection de plantes exotiques du banquier Adriaan van der Hoop. Il a également achevé des travaux commencés par Reinwardt et le botaniste allemand Franz Wilhelm Junghuhn (1809-1864), et fut l'auteur de traités notables sur le quinquina (1855), la vanille (1856) et le camphre (1856). Il a en outre publié des monographies sur le genre Rafflesia et la famille des Marattiaceae (avec le biologiste Pieter Harting 1812-1885).
Le genre botanique Vriesea a été nommé en son honneur par le botaniste colombien John Lindley (1799-1865).

## Source
- (en) Cet article est partiellement ou en totalité issu de l’article de Wikipédia en anglais intitulé « Willem Hendrik de Vriese » (voir la liste des auteurs).